# Oltre gli alberi
Oltre gli alberi è un album del cantautore italiano Enzo Gragnaniello, pubblicato dalla casa discografica Sugar e distribuito dalla Universal nel 1999.
Contiene fra gli altri il brano Alberi, presentato al Festival di Sanremo 1999.
I pezzi sono stati composti dallo stesso Gragnaniello, ad eccezione di Mambo do', che porta invece la firma di Joe Amoruso.
Il brano Il sole dentro si avvale dei cori de Il Giardino dei Semplici; il disco è stato registrato al Gidiesse, studio di proprietà della band.

## Tracce

### Lato A
1. Alberi (featuring Ornella Vanoni)
2. Rimpianti elementi
3. Come posso dirti di no
4. Onda
5. Stong' cca

### Lato B
1. Sotto il tetto
2. Songo vero
3. Il sole dentro
4. Mambo do'
5. Ommo e bestia